# Yehudit Sasportas

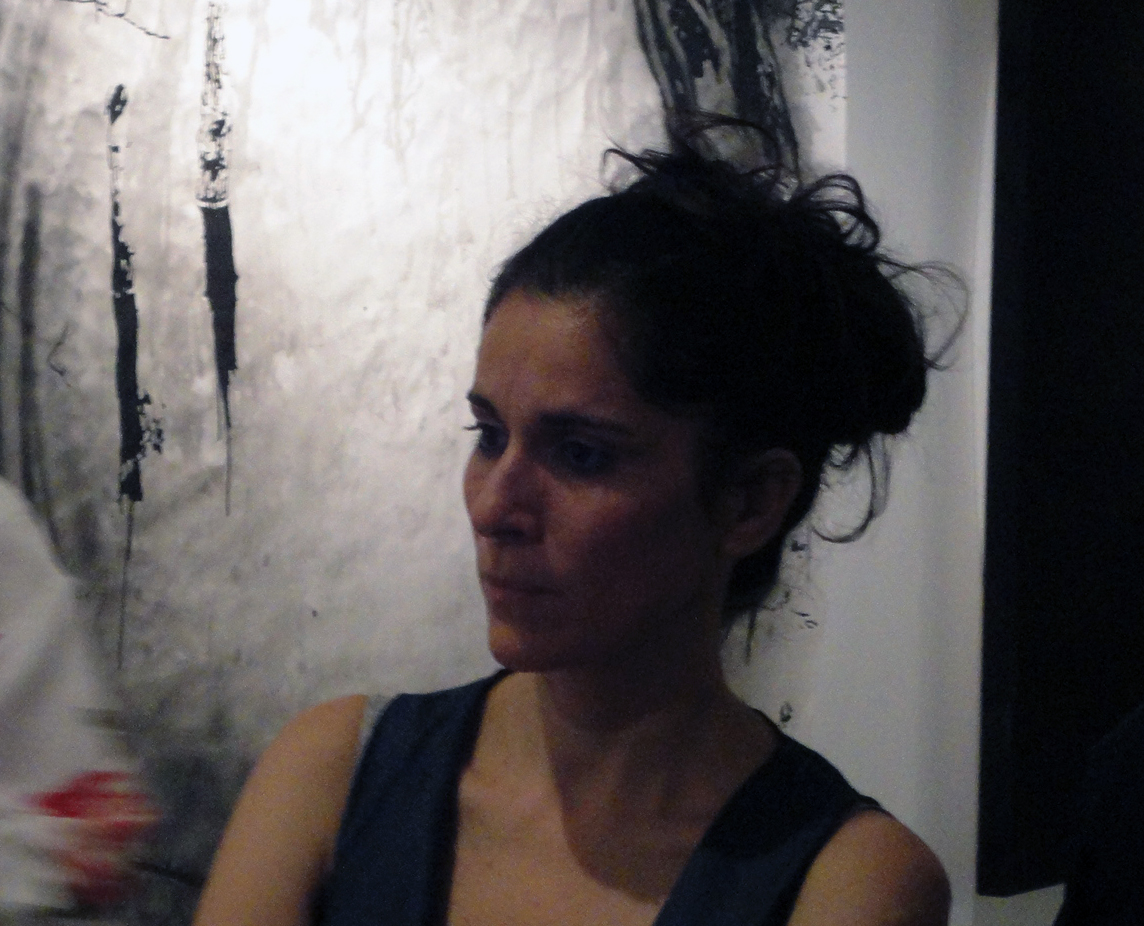
Sasportas,2013

Yehudit Sasportas (en hebreo: יהודית סספורטס; Asdod, 1969) es una artista israelí. En su obra, se inspira en elementos naturales y crea pintura, escultura o videoarte. Trabaja entre Tel Aviv y Alemania.

## Biografía
Se formó en la Academia de artes y diseño Bezalel. 